# Малопољска
Малопољска (пољ. Małopolska) је историјска регија у Пољској која се налази у јужном и југоисточном делу државе, у горњем и делу средњег слива Висле. Простире се од Карпата на југу до Пилица и Вјепж на северу. На западу се граничи са Шлеском, на северу са Мазовијом и Подласем, на истоку са Русијом.
Седиште регије је Краков. Важнији градови су: Жешов, Ченстохова, Лублин, Домброва Тарновска, Беђин, Кјелце, Сандомјеж, Сосновјец, Тарнов, Кросно, Нови Сонч, Тарнобжег, Санок, Вјеличка, Бохња, Радом, Закопане.
Име Малопољска (пољ. Małopolska, лат. Polonia Minor — „Мала Пољска”) настала је у 14—15. веку као супротност Великопољској.
Ова регија је планинско-висораванска.

### Кратка историја
- 9. век — владавина Вислана и осталих мањих словенских племена
- око 1040. Краков постаје престоница Пољске
- 1138. — Пољска је разбијена на регије — краковска и сандомјерска кнежевина.
- 16. век — прикључење руских територија (чак до Кијева) Малопољској